# Eoacemyia errans
Eoacemyia errans là một loài ruồi trong họ Tachinidae.